# Pozole

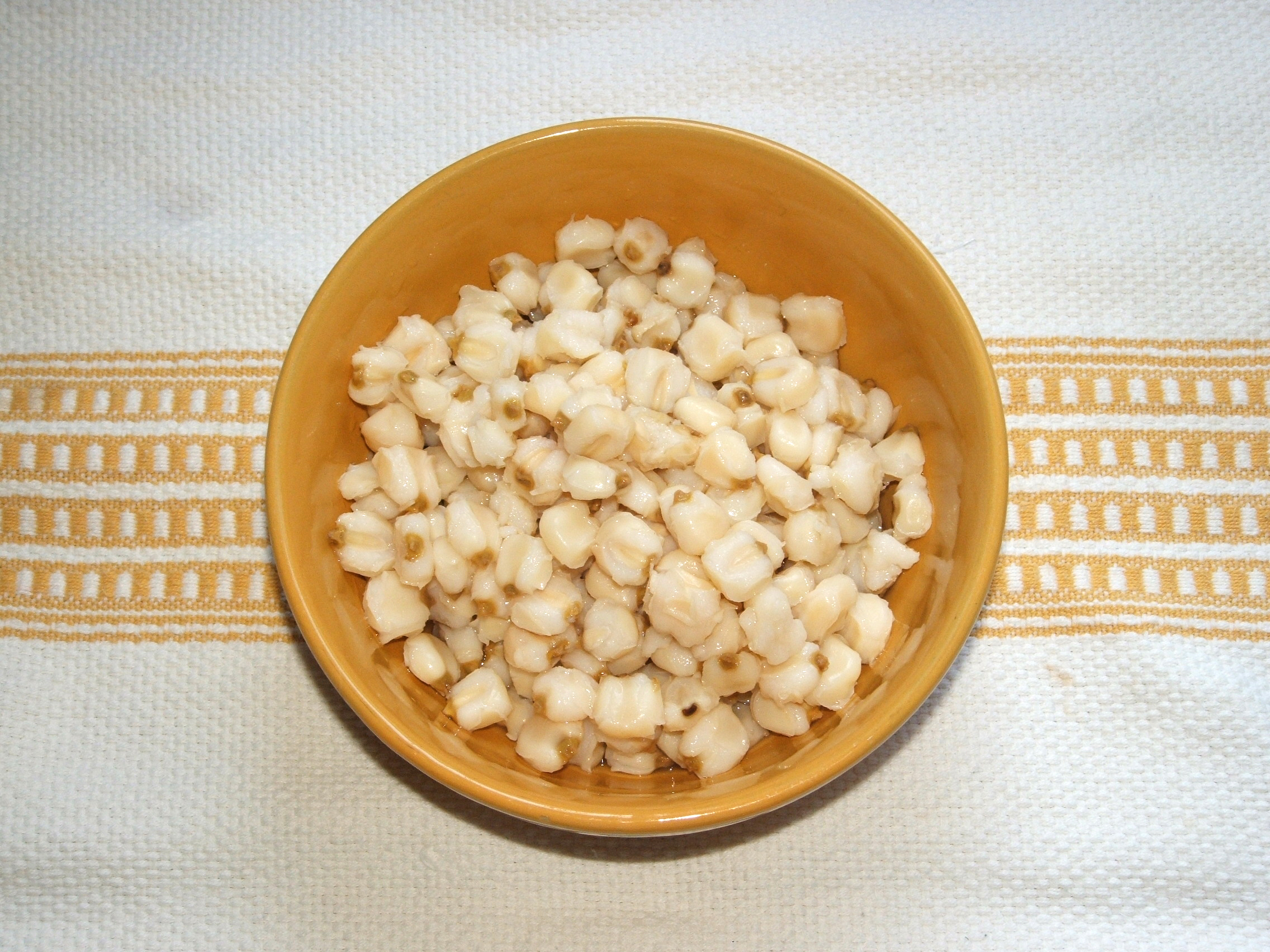
Das Grundprodukt für Pozole, nixtamalisierte Maiskörner

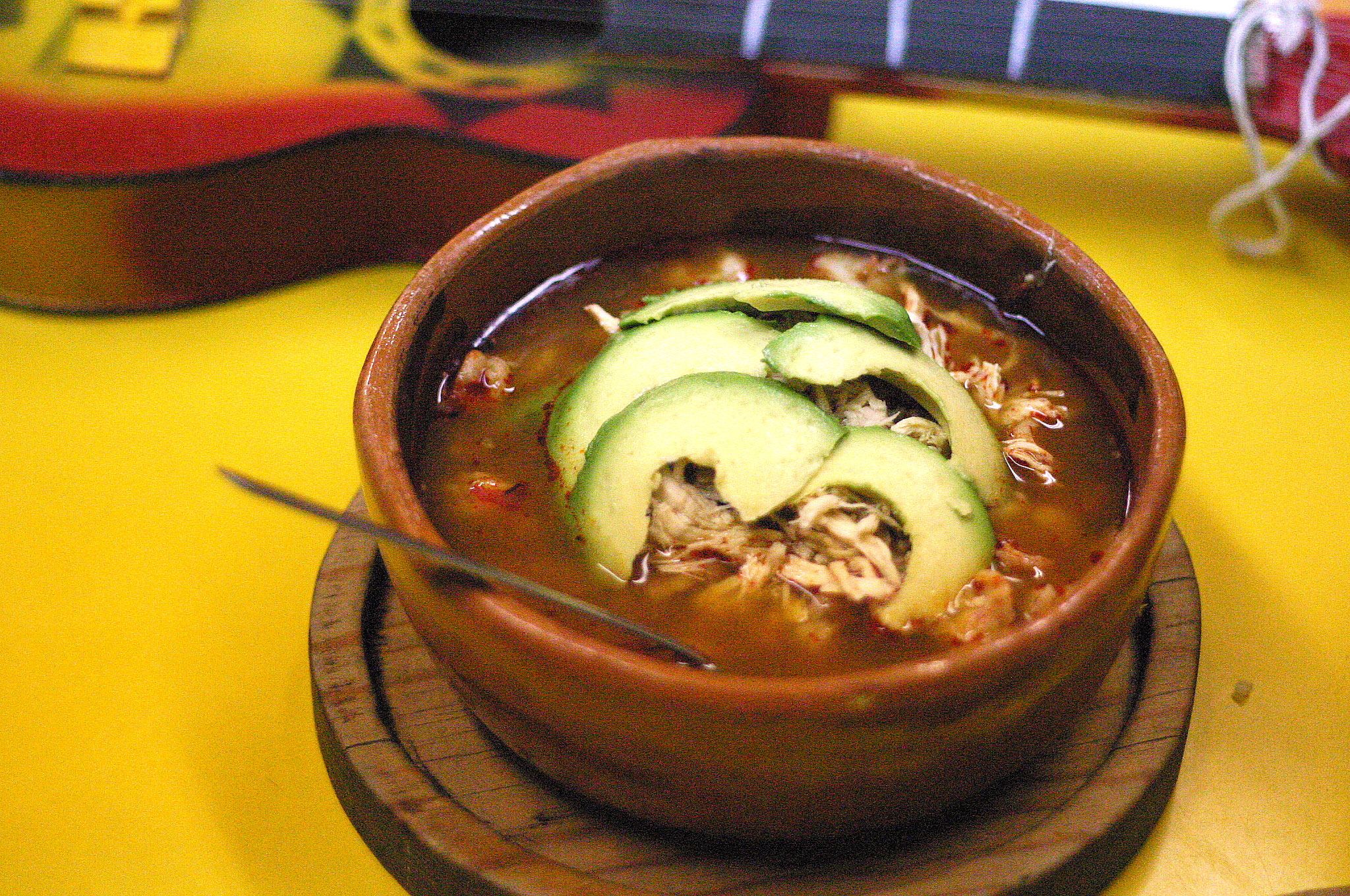
Rote Pozole

Pozole (Náhuatl pozolli, 'schaumig' oder Cahita posoli, 'Mais kochen'), auch Posole, ist ein Eintopf auf der Basis von nixtamalisierten Maiskörnern. Das Gericht stammt aus der mexikanischen Küche und ist auch im US-Bundesstaat New Mexico beliebt. Nicht zu verwechseln ist Pozole mit dem Begriff Pozol, der im Südosten Mexikos ein fermentiertes Mais-Kakao-Getränk bezeichnet.

## Zutaten und Zubereitung
Die Hauptzutat sind spezielle dicke nixtamalisierte Maiskörner, die in den USA Hominy und in Mexiko Nixtamal genannt werden. Die Körner werden dafür einige Stunden in einer Wasser-Calciumoxid-Lösung vorgekocht. Dieser Vorgang lässt die Maiskörner ihre faserige Schale verlieren. Danach wird der Mais aus der Lösung entfernt und gewaschen. Bevor er verzehrfertig ist, wird er ein zweites Mal für einige Stunden gekocht, danach wird meist Schweine- oder Hühnerfleisch zugegeben; es gibt auch vegetarische Varianten. Die genaue Zubereitung variiert stark von Region zu Region. 
Man unterscheidet zwischen weißer Pozole, die ungewürzt ist, und grüner bzw. roter Pozole, bei denen das Gericht mit grüner oder roter Chilisauce gewürzt wurde. Der Eintopf wird üblicherweise mit zahlreichen Beilagen gereicht, die man nach eigenem Geschmack in die Suppe geben kann. Typisch sind etwa kleingeschnittener Salat, Zwiebeln, Oregano, Limetten, Rettich und Avocado. Dazu werden traditionell Tostadas (frittierte Maistortillas) gegessen.